# Гладкіх Ігор Веніамінович
Гладкіх Ігор Веніамінович (*15 січня 1962, Джанкой, Кримська область) — український залізничник, начальник Придніпровської залізниці у 2006—2008 та 2012—2014 рр.

## Життєпис
1984 року закінчив Дніпропетровський інститут інженерів залізничного транспорту, спеціальність — «Управління процесами перевезень на залізничному транспорті», кваліфікація — «Інженер шляхів сполучення по управлінню процесами перевезень на залізничному транспорті».
Трудовий шлях розпочав у 1984 році.
Працював черговим по коліях та парках,
черговим по станції Нижньодніпровськ-Вузол,
поїзним диспетчером Дніпропетровського відділення Придніпровської залізниці,
заступником начальника станції Дніпропетровськ,
дорожнім диспетчером оперативно-розпорядчого відділу служби перевезень Придніпровської залізниці,
заступником начальника відділу перевезень Дніпропетровського відділення Придніпровської залізниці,
першим заступником начальника Дніпропетровського державного підприємства по перевезеннях вантажів та пасажирів Придніпровської залізниці,
начальником служби перевезень — заступником начальника Дорожнього центру управління перевезеннями Донецької залізниці.
З грудня 2000 року до травня 2001 року — заступник начальника Донецької залізниці — начальник Дорожнього центру управління перевезеннями.
З травня 2001 року до березня 2004 року — перший заступник начальника Придніпровської залізниці.
З вересня 2006 року до січня 2008 року — начальник Придніпровської залізниці.
З січня 2008 року до вересня 2009 року — радник генерального директора Укрзалізниці.
З 24 квітня до 28 листопада 2012 року — заступник генерального директора Укрзалізниці.
З 28 листопада 2012 року до 3 червня 2014 року — начальник Придніпровської залізниці.

## Нагороди
- Знак «Почесний залізничник» (2002, 2007).